# Arbeidshygiëne
Arbeidshygiëne is de zorg voor een gezonde werkomgeving.
In de werkomgeving kan men hinderlijke en schadelijke omgevingsfactoren onderscheiden. Ze kunnen enerzijds het comfort van de werknemer en anderzijds zijn gezondheid beïnvloeden.
Hinderlijke omgevingsfactoren zijn hoofdzakelijk achtergrondgeluid en het binnenklimaat in kantoren.
Schadelijke omgevingsfactoren kunnen veroorzaakt worden door chemische, fysische of biologische stoffen. Over al deze omgevingsfactoren kan door, in Nederland een Arbodienst, en in België een Externe Dienst voor Preventie en Bescherming op het Werk (EDPBW) een advies - een 'risicoanalyse' - gegeven worden, eventueel aangevuld met metingen of een opleiding.
Voorbeelden van onderdelen van een risicoanalyse:
- Risicoanalyse chemische agentia, inclusief toetsing aan grenswaarden
- Metingen
- Geluidsstudie
- Klimaatstudie
- Asbestinventarisatie
- Legionellabeheersplan
- Opleidingen

Deze risicoanalyse vormt in Nederland een aanvulling op de wettelijk verplichte RI&E.
In Nederland vormt arbeidshygiëne, naast veiligheidskunde, arbeid- en organisatiekunde en de bedrijfsgezondheidszorg een van de kerndeskundigheidsgebieden van arbodiensten. In België is Arbeidshygiëne een van de vijf takken van de afdeling Risicobeheersing van een EDPBW. De overige zijn arbeidsveiligheid, ergonomie en psychosociale belasting.
De Arbeidshygiënisten in België hebben zich verenigd in de Belgische Vereniging voor Arbeidshygiëne, de BSOH, de Nederlandse arbeidshygiënisten zijn verenigd in de Nederlandse Vereniging voor Arbeidshygiëne of NVvA.